# Норвешке подморнице класе Кобен
Норвешке подморнице класе Кобен или Type 207 су верзија Немачке подморнице класе Type 205, посебно грађене за Норвешку ратну морнарицу (Royal Norwegian Navy), у периоду 1960—1967. године.

## Историја
Заједно са осталим бродовима норвешке ратне морнарице, подморничка флота је модернизована у складу са „флотним планом из 1960.". Након Другог светског рата, Норвешкој је била потребна морнарица више прилагођена обалним операцијама, него велики морски бродови. Донесена је одлука да се направи нов тип подморнице способне за такве задатке, међутим мало НАТО подморница је прилагођена за тај тип операције. Немачке тип подморнице Type 205 је послужио као основа приликом конструисања подморнице за Норвешку. Као резултат настао је Type 207, од којег су 15 подморнице испоручене Норвешкој у периоду 1964—1967. година. Све подморнице класе Кобен су изграћене у бродоградилишту Rheinstahl Nordseewerke GmbH у Емдену - Немачка. У периоду 1985—1993, шест подморница овог типа је подвргнуто модернизацији, од којих су четири продате Данској ратној морнарици (означене као подморнице класе Тумлерен), три су биле оперативне а једна се користила за резерне делове.
2001. године и последња подморница класе Кобен је повучена из норвешке ратне морнарице, сада се замењују новим подморницама класе Ула. Пет подморница је продато Пољској ратној морнарици, четири су оперативне а једна се користи за резерне делове. Пре него што су послате, пољске посаде су увежбане а подморнице ремонтоване.
Током 2004. све оперативне Данске подморнице (Tumleren, Sælen и Springeren) су повучене из употребе. Тренутно су у резерви флоте (од 2005), и чекају да буду сасечене или продате другим земљама.

## Подморнице
| Име     | Званична ознака | Почетак градње | Поринуће | Завршетак градње  | Белешка                                      |
| ------- | --------------- | -------------- | -------- | ----------------- | -------------------------------------------- |
| Каура   |                 | 1961.          | 1964.    | 1965.             | Предата Данској 1991. за резерне делове      |
| Кин     |                 | 1960.          | 1963.    | 8. април 1964.    | Потопљена у Бјерна фјорду 1990. (намерно)    |
| Кија    |                 | 1961.          | 1964.    | 14. јун 1964.     | Предата Данској 1991, сад је HDMS Springeren |
| Кобен   |                 | 1961.          | 1964.    | 15. август 1964.  | Предата Пољској 2001. за резерне делове      |
| Куна    |                 | 1961.          | 1964.    | 29. октобар 1964. | Предата Пољској 2004, сад је ORP Kondor      |
| Ула     |                 | 1962.          | 1964.    | 1965.             | Промењено име у Кин 1988, сасечена 1998.     |
| Утсира  |                 | 1963.          | 1965.    | 1965.             | Сасечена 1998.                               |
| Утстеин |                 | 1962.          | 1965.    | 1965.             | Предата морнаричком музеју у Хортену 1998.   |
| Утвер   |                 | 1962.          | 1965.    | 1965.             | Предата Данској 1989, сад је HDMS Tumleren.  |
| Утхауг  |                 | 1962.          | 1965.    | 1966.             | Предата Данској 1990, сад је HDMS Sælen.     |
| Склина  |                 | 1963.          | 1966.    | 1966.             | Модернизована 1989, сасечена 2001.           |
| Сколпен |                 | 1963.          | 1966.    | 1966.             | Предата Пољској 2002, сад је ORP Sep.        |
| Стат    |                 | 1963.          | 1966.    | 1966.             | Сасечена 1989.                               |
| Сторд   |                 | 1964.          | 1966.    | 1967.             | Предата Пољској 2002, сад је ORP Sokół.      |
| Свенер  |                 | 1965.          | 1967.    | 1967.             | Предата Пољској 2003, сад је ORP Bielik.     |